# Vehicle to Grid

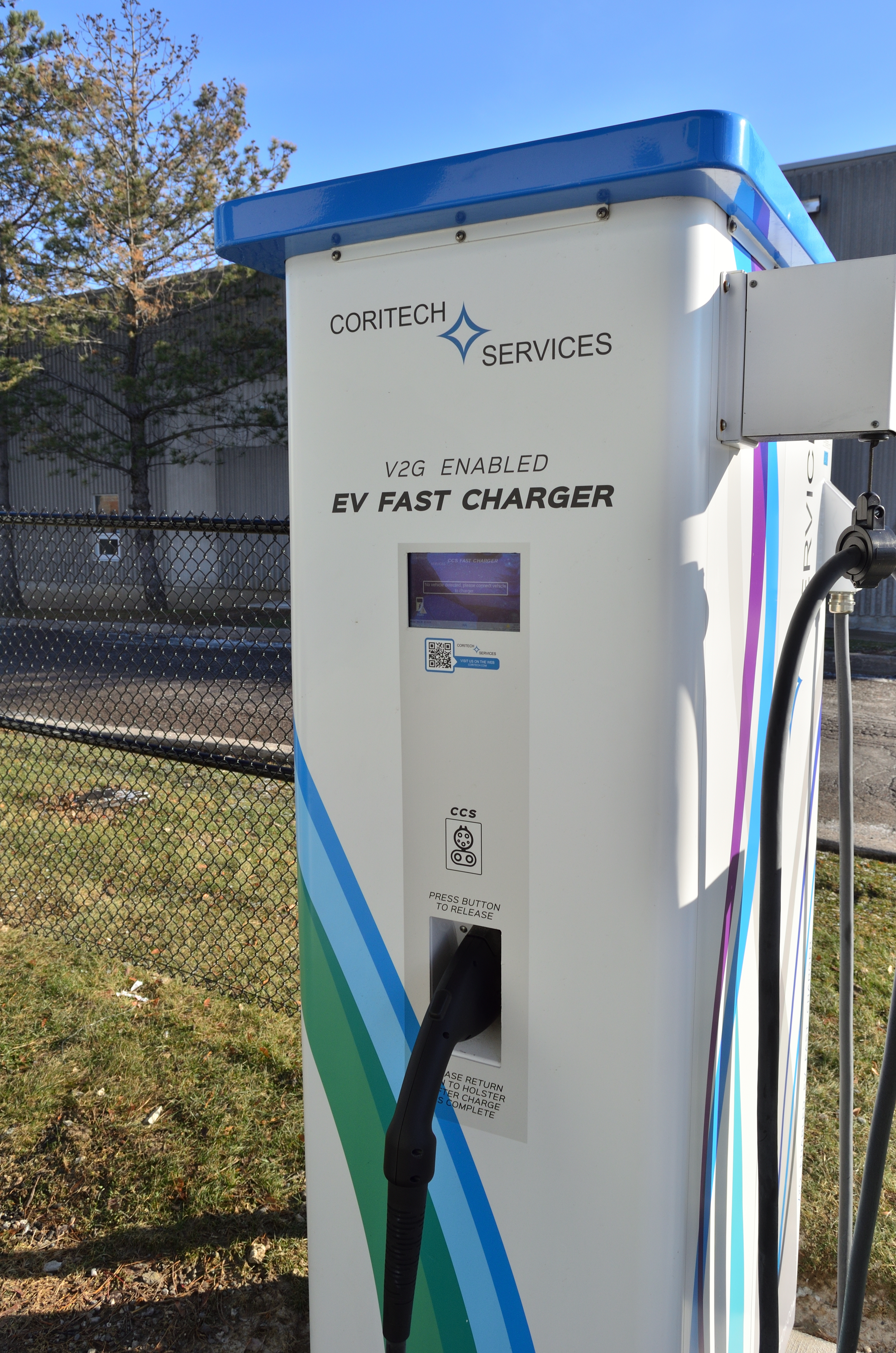
Vehicle-to-Grid-fähige Schnellladestation

Unter Vehicle to Grid (V2G, zu Deutsch: Vom Fahrzeug zum Netz) versteht man ein Konzept zur Abgabe von elektrischem Strom aus den Antriebsakkus von Elektro- und Hybridautos zurück in das öffentliche Stromnetz. Im Unterschied zu reinen E-Autos können bidirektional ladefähige Fahrzeuge nicht nur elektrische Energie aus dem Netz entnehmen, sondern als Teil eines intelligenten Energiesystems in Zeiten großer Netzlast auch wieder über spezielle Ladestationen in das Netz oder das Haus einspeisen (Bidirektionales Laden). Vehicle to grid ermöglicht somit eine intelligente Sektorenkopplung, oder die Versorgung eines Hauses bei Stromausfall. Allerdings ist die Zwischenspeicherung verlustbehaftet.
Die V2G-Technik könnte dazu beitragen, den Verkehrssektor zu dekarbonisieren, Laststeuerungsaufgaben wahrzunehmen, die Integration erneuerbarer Energien zu verbessern sowie eine zusätzliche Einnahmequelle für Energieversorgungsunternehmen und Besitzer von Elektroautos zu bilden. Auch das Erbringen von Systemdienstleistungen ist möglich. Die V2G-Technik kann damit eine ähnliche Funktion erfüllen wie ein Batteriespeicher. Für eine effiziente Anwendung ist allerdings eine ausreichend hohe Zahl von Fahrzeugen mit Elektrospeichern und öffentlicher oder privater Anschlussstellen erforderlich. Einige Hersteller bieten entsprechende Infrastruktur für den Hausanschluss an.
Eng verwandt ist Vehicle to Home (V2H), ein Konzept, bei dem das Elektrofahrzeug die Rolle als Stromspeicher für den eigenen Haushalt (ohne weitergehende Einspeisung in das öffentliche Stromnetz) erfüllt. Alternative Bezeichnungen sind Vehicle to Building (V2B), womit Lösungen zum Anschluss mehrerer Fahrzeuge ans Stromnetz vermarktet werden, sowie Vehicle to Load (V2L) und Vehicle to Vehicle (V2V), womit Inverter im Fahrzeug vermarktet werden. Der Gesamtbereich der technischen Lösungen, um die Fahrzeugbatterie als Stromquelle zu nutzen, wird entsprechend als Vehicle-to-X (V2X) bezeichnet. Unter den V2X-Techniken ist V2G der anspruchsvollste Teil, da das Batteriemanagement teilweise zum Energieversorger verlegt wird, und das Zusammenspiel zahlreicher Komponenten mit öffentlich vereinbarten Standards sowohl rechtlich wie technisch geregelt werden muss.

## Funktionsweise und Details
Vehicle-to-Grid-Ansätze beruhen auf dem Umstand, dass die meisten Fahrzeuge den größten Teil des Tages geparkt sind. Beispielsweise werden die meisten Privatfahrzeuge in Deutschland weniger als 2 Stunden täglich bewegt und stehen damit den Großteil des Tages für V2G-Anwendungen zur Verfügung. Da die Ladezeit üblicherweise deutlich geringer ist als die tatsächliche Standzeit, können Ladedauer der Batterien an die jeweiligen Anforderungen im Stromnetz angepasst und die Elektroautos somit zum Lastmanagement eingesetzt werden. Unter der Annahme, dass 70 % der Fahrzeuge über eine Batteriegröße von 20 kWh verfügen und die Batterie zu 50 % geladen ist, könnten eine Mio. Elektroautos 7 GWh zusätzliche Speicherkapazität zur Verfügung stellen. Selbst wenn alle Fahrzeuge nur einphasig über normale Haushaltssteckdosen mit 3 kW ans Netz angeschlossen wären, stünde eine Regelleistung von 2,1 GW zur Verfügung. Würden jedoch 90 % aller Autos in Deutschland auf oben beschriebene Elektroautos umgestellt, könnten diese 277 GWh elektrische Energie speichern und 83 GW Ausgleichsenergie bereitstellen, was höher ist als die gesamte deutsche Spitzenlast. Allerdings ist mit Stand 2018 das Rückspeisen von Strom ins Netz teuer, sodass es derzeit zweckmäßig ist, das Lastmanagement vorwiegend auf das flexible Laden zu beschränken und nur in Ausnahmefällen auch tatsächlich Energie zurück ins Netz zu speisen.
Bei diesen Betrachtungen sollte man nicht außer Acht lassen, dass die meisten Fahrzeugbatterien eine von den Zyklen abhängige Lebensdauer aufweisen. Für eine effektive und effiziente Funktion des V2G-Konzeptes muss der Fahrzeugbesitzer dem Netzbetreiber die zentrale Kontrolle über die Lade- und Entladevorgänge überlassen. In diesem Fall tangiert der Betrieb V2G die Garantiebedingungen der Hersteller, denn V2G setzt die Lebensdauer der Batterie herunter.
Technisch gesehen kann „Vehicle to Grid“ sowohl durch eine Elektroauto-Ladestation IEC 61851-1 „Mode 4“ – schnelle Ladung durch ein externes Ladegerät (Bidirektionaler DC-Direktzugriff der Stromtankstelle auf den Akku des Elektrofahrzeugs), als auch direkt über Typ 2 erfolgen. Der Unterschied ist lediglich, dass das zugehörige Ladegerät/Inverter im Auto oder im ersteren Fall in der Infrastruktur bereitgestellt wird.
Lösungen, bei denen ein Hausbesitzer mit Solaranlage den Akku seines Elektroautos als Stromspeicher nutzt, sind in Deutschland schon realisiert. Auch Nissan bietet unter der Bezeichnung e8energy DIVA ein derartiges System an.

## Geschichte
Die Idee wurde u. a. von Willet Kempton und seinem Team an der University of Delaware propagiert und ausgearbeitet. Studien zeigen, dass von den Millionen von Autos in den Industriestaaten in etwa 95 % der Gesamtnutzungszeit nicht bewegt werden und deshalb als Speicher benutzt werden könnten, wenn sie entsprechend leistungsfähige Akkumulatoren hätten und die Rückspeisung in die Stromnetze über die Ladestationen möglich wäre. In Zeiten schwacher Nachfrage preiswert aufgeladen, würden sie zu Spitzenlastzeiten als schnell verfügbare Puffer das Netz stützen. Insbesondere für die in ihrer Leistungsabgabe stark schwankende Windenergie bietet ein solches Konzept eine bedeutsame Basis für den weiteren Ausbau.
Die Technologie wurde Ende 2007 mit sechs Fahrzeugen über die Dauer von einem halben Jahr erprobt, wobei der Ausgang aber nicht dokumentiert ist.
2008 sprach sich der Bundesverband Windenergie in Deutschland für den Ausbau von V2G zur Stützung der Windenergie aus.
Am 21. September 2009 wurde im US-Bundesstaat Delaware als erstem Staat der Welt ein Gesetz verabschiedet, das Eigentümern von Elektrofahrzeugen eine Vergütung für zurückgespeiste Energie zusichert, die dem tageszeitabhängigen Stromtarif entspricht. Damit kann der Fahrzeughalter mit dem notwendigen bidirektionalen Stromzähler erstmals praktisch als Stromhändler fungieren, indem er seine Batterien mit günstigem Nachtstrom auflädt und diese zu Verbrauchsspitzen wieder entlädt.
2018 wurden in den Niederlanden die ersten öffentlich nutzbaren V2G-Ladesäulen installiert.
Im Oktober 2018 erhielt der Nissan Leaf in einer Anlage des Energieversorgers Enervie als erstes Auto in Deutschland die Zulassung für die Rückspeisung von Primärregelleistung ins Stromnetz.
2018 startete Renault ein Pilotprojekt auf der Insel Porto Santo, bei dem unter anderem Fahrzeuge eingesetzt werden, um auch Strom ins Netz zurückspeisen zu können.
2021 stellte E.ON gemeinsam mit dem Logistikanbieter Fiege ein Projekt vor, in dem zwei DC-Ladesäulen auch Strom aus angeschlossenen Fahrzeugen beziehen können.
2023 wurde das Open Charge Point Protocol (OCPP) Version 2.0.1 verabschiedet, das eine Umsetzung der ISO 15118 für Vehicle-to-Grid beinhaltet. Neuere Lösungen von V2H und V2G setzen darauf auf.

## Entwicklungsstand und Hürden

### China
In China treiben die Autoindustrie, die dortige Energiewirtschaft und die staatlichen Institutionen die Integration von Elektroautos in das Stromsystem aktiv voran.  Die Nationale Entwicklungs- und Reformkommission (National Development and Reform Commission =NDRC) und die Energiebehörde haben im ersten Quartal 2025 den Start von 30 Pilotprojekten in neun Städten, darunter Metropolen wie Peking, Shanghai, Shenzhen und Guangzhou, angekündigt. Die Stromnetzbetreiber sind für die Durchführung der Projekte verantwortlich, die Provinzregierungen für den Aufbau der Ladeinfrastruktur und die Energieaufsichtsbehörde für die Integration in den Stromhandel.
Die Ausgangsbedingungen für den Großversuch sind günstig, da China aufgrund der hohen Verbreitung von Elektroautos und erneuerbaren Energien in diesem Bereich die Marktführerschaft innehat; zudem haben mehrere chinesische Hersteller (z. B. Nio, Great Wall Motors) bereits V2G-fähige Fahrzeuge entwickelt oder im Einsatz. Des Weiteren vereinfacht die zunehmende Verbreitung von Batteriewechselstationen (wie die von Nio in Kooperation mit CATL) die Netzintegration, da in den Stationen viele Batterien zentral verfügbar sind und als großer Speicher agieren können. Nio betreibt bereits V2G-fähige Ladestationen.

### Europa
Obwohl auch in Europa an V2G geforscht wird und Pilotprojekte laufen (mit Beteiligung großer Netzbetreiber), ist eine großflächige Realisierung in weiter Ferne. Hürden sind hohe Kosten für bidirektionale Wallboxen, die geringe Verbreitung intelligenter Stromzähler, fehlende dynamische Stromtarife und regulatorische Probleme wie doppelte Abgaben auf zwischengespeicherten Strom, die das Konzept derzeit unwirtschaftlich machen.

## Unterstützung in Pkw-Modellen
Der Mitsubishi i-MiEV beherrscht das bidirektionale Laden, um so den Akku des Autos als Stromspeicher für etwa ein Haus bereitzustellen.
Theoretisch beherrscht der Renault Zoe das bidirektionale Laden, was 2018 in einem Pilotprojekt getestet wurde. Dazu war jedoch eine Modifikation am Fahrzeug durch einen nicht serienmäßigen fernsteuerbaren Batteriecontroller erforderlich.
Polestar verbaut seit 2025 in den Modellen Polestar 3 und Polestar 4 die Technik zum bidirektionalen Laden. Der Polestar 4 ist Vehicle-to-Load-fähig, der Polestar 3 unterstützt Vehicle-to-Grid. Zudem wurde ein Pilotprojekt im Heimatmarkt Schweden gestartet.